# غريب فتحي
غريب فتحي عبد الله (12\7\1984  الإسماعيليه) هو لاعب كرة قدم مصري
لعب لنادي الإسماعيلي  فترة الناشئين حتي الفريق الأول موسم 2006\2007
ثم أنتقل إلي نادي  الاتحاد السكندري لمدة موسم ونصف 
ثم أنتقل  لنادي  سموحه لمدة ثلاث مواسم ومن ثم أنتقل إلي نادي  المصرية للاتصالات

## مسيرته الرياضية
لعب مع الإسماعيلي بطولة الدوري وأيضا  كأس مصر التي فاز بها  المقاولون العرب وخرج  من قبل النهائي بضربات الحظ الترجييحيه وقد احرز غريب فتحي ضربته انتقل للاتحاد موسم  ولم يقدم الكثير معه 
أنتقل الي سموحة وقاده للصعود للدوري الممتاز لأول مره في تاريخ نادي سموحه وكان يرتدي القميص رقم 10 ومع وجود بعض الخلافات انتقل من نادي سموحه الي نادي المصرية للأتصالات